# نيكول دا سيلفا
نيكول دا سيلفا (بالإنجليزية: Nicole da Silva)‏ هي ممثلة أسترالية، ولدت في 18 سبتمبر 1981 في سيدني في أستراليا.

## أعمال

### مسلسلات
- طبيب الطبيب

## وصلات خارجية
- نيكول دا سيلفا على موقع IMDb (الإنجليزية)
- نيكول دا سيلفا على موقع قاعدة بيانات الفيلم (الإنجليزية)